# Blastothrix speciosa
Blastothrix speciosa är en stekelart som beskrevs av Shi, Si och Wang 1995. Blastothrix speciosa ingår i släktet Blastothrix och familjen sköldlussteklar. Inga underarter finns listade.